# Цвота
Цвота (њем. Zwota) општина је у њемачкој савезној држави Саксонија. Једно је од 45 општинских средишта округа Фогтланд. Према процјени из 2010. у општини је живјело 1.430 становника. Посједује регионалну шифру (AGS) 14523470.

## Географски и демографски подаци
Цвота се налази у савезној држави Саксонија у округу Фогтланд. Општина се налази на надморској висини од 600 метара. Површина општине износи 21,8 km². У самом мјесту је, према процјени из 2010. године, живјело 1.430 становника. Просјечна густина становништва износи 66 становника/km².